# Mackenzie Lintz
Mackenzie Jo Lintz (Califórnia, 22 de novembro de 1996) é uma atriz norte-americana, mais conhecida por interpretar Norrie Calvert-Hill em Under the Dome.

## Biografia
Mackenzie é de uma família de atores, como sua mãe Kelly Lintz, seus irmãos Matt e Macsen, e sua irmã Madison. Atualmente é registrada como caloura na Universidade de Auburn, em Auburn. Ela é membro da fraternidade Alpha Delta Pi junto com sua melhor amiga Sarah Fritz.
Mackenzie fez teste para o papel de Mattie Ross do remake True Grit (2010), juntamente com 15.000 outras meninas. Ela foi chamada de volta para um teste de tela, mas o papel ficou para Hailee Steinfeld. 
Em 2011, apareceu em um episódio de Drop Dead Diva e foi escalada para um papel secundário em The Hunger Games.
Em maio de 2013, ela fez o teste para interpretar Norrie Calvert-Hill em Under the Dome, sendo posteriormente lançada.

## Filmografia

### Televisão
| Ano       | Título                                | Papel               | Nota                    |
| --------- | ------------------------------------- | ------------------- | ----------------------- |
| 2013–2015 | Under the Dome                        | Norrie Calvert-Hill | Elenco Principal        |
| 2014      | Under the Dome: Inside Chester's Mill | Ela mesma           | Especial para TV        |
| 2011      | Drop Dead Diva                        | Pamela Bovitz       | Temporada 3, Episódio 6 |

### Cinema
| Ano  | Título           | Papel                        |
| ---- | ---------------- | ---------------------------- |
| 2012 | The Hunger Games | Garota Tributo do Distrito 8 |
| 2018 | Com Amor, Simon  | Taylor Metternich            |
| 2019 | Flying Cars      | Rachel                       |